# Захарова, Екатерина Сергеевна
Екатерина Сергеевна Захарова (1929, Воронежская область — неизвестно, Лайтури, Махарадзевский район, Грузинская ССР) — рабочая Лайтурского совхоза имени Кирова Министерства сельского хозяйства СССР, Махарадзевский район, Грузинская ССР. Герой Социалистического Труда (1951).

## Биография
Родилась в 1929 году в крестьянской семье в одном из сельских населённых пунктов современной Воронежской области. В 1942 году эвакуировалась в Грузинскую ССР, где трудилась рабочей на чайной плантации Лайтурского совхоза имени Кирова Мхарадзевского района.
В 1950 году собрала 6156 килограмма сортового зелёного чайного листа с участка площадью 0,5 гектара. Указом Президиума Верховного Совета СССР от 1 сентября 1951 года удостоена звания Героя Социалистического Труда за «получение в 1950 году высоких урожаев сортового зелёного чайного листа» с вручением ордена Ленина и золотой медали «Серп и Молот» (№ 6167).
Этим же указом званием Героя Социалистического Труда были награждены директор совхоза Шота Спиридонович Гогешвили и главный агроном Александр Абесаломович Абесадзе.
После выхода на пенсию проживала в посёлке Лайтури. С 1986 года — персональный пенсионер союзного значения. Дата смерти не установлена.